# Philodoria lysimachiella
Philodoria lysimachiella är en fjärilsart som beskrevs av Otto Herman Swezey 1928. Philodoria lysimachiella ingår i släktet Philodoria och familjen styltmalar. Inga underarter finns listade i Catalogue of Life.